# Marketing board
Un marketing board est un système de commercialisation administré, qui sert à acheter les produits de différents producteurs afin de les revendre ensuite. Dans certains cas, il peut constituer un monopsone, ou monopole inversé, comme dans le cas de la Commission canadienne du blé. Ce genre de dispositif se retrouve en effet souvent dans le cadre de l'agriculture et de l'agro-alimentaire ou de l'agro-industrie. C'est un système qui peut être rapproché des coopératives agricoles en France: de fait, un certain nombre d'entre eux sont effectivement des coopératives, mais ce n'est pas toujours le cas.

## Canada
- Commission canadienne du blé
- Dairy Farmers of Ontario (en)
- Ontario Pork Producers' Marketing Board (en)

## États-Unis
- American Egg Board (en)
- National Pork Board (en)
- Walnut Marketing Board (en)

### Californie
- Blue Diamond Growers
- California Avocado Commission (en)
- California Milk Processor Board (en)
- California Raisin Marketing Board (en)

## Ghana
- Conseil ghanéen du cacao

## Inde
- Agricultural produce market committee (en)
- Kerala Co-operative Milk Marketing Federation (en)

## Irlande
- Irish Dairy Board

## Royaume-Uni
- British Wool Marketing Board (en)
- British Egg Industry Council (en)
- Egg Marketing Board (en)
- Milk Marketing Board
- Potato Council (en)